# نادي الشباب العربي التقدمي

## نادي الشباب العربي التقدمي
يعرف مختصرا باسم نادي الشباب أو نادي الشباب العربي هو نادي رياضي تأسس في طرابلس سنة 1953 و يقع مقره في منطقة شارع بن عاشور يترأس الجمعية العمومية للنادي السيد عصام الخوجة و رئيس مجلس الإدارة هو السيد محمد سالم الخوجة

## إنجازات فريق السلة
- كأس ليبيا لكرة السلة ثلاث مرات [ 2005/2006 - 2006/2007 - 2007/2008 ]
- كأس السوبر الليبي لكرة السلة مرتين [ 2006 - 2008/2009 ]
- الترتيب الثاني في بطولة سلطة الشعب لكرة السلة 2007

## فريق كرة القدم بالنادي
تأهل الفريق لكرة القدم لأول مرة لبطولة الدوري الليبي الممتاز لكرة القدم (دوري الجمهورية لكرة القدم سابقا ) سنة 1975 و لعب أول مباراة له في الدوري بتاريخ 1/12/1974 ضد نادي إتحاد الشرطة و خسرها الفريق بنتيجة 1-0 فيما كان أول فوز له بتاريخ 13/12/1974 ضد نادي النصر بنتيجة 3-2